# Àrea metropolitana de Detroit
L'àrea metropolitana de Detroit, sovint anomenada Metro Detroit, és la major àrea metropolitana de l'estat de Michigan dels Estats Units, formada per la ciutat de Detroit i els seus voltants.